# Is There Love in Space?
Albums de Joe Satriani
Strange Beautiful Music
(2002) Super Colossal
(2006)
Is There Love in Space? est le dixième album studio du guitariste de rock instrumental Joe Satriani, sorti le 13 avril 2004.
La piste If I Could Fly de l'album fait l'objet d'un procès entre Joe Satriani et le groupe Coldplay. Joe Satriani poursuit Coldplay pour avoir plagié sa chanson If I Could Fly avec leur single Viva la Vida. Selon Reuters, les deux parties seraient parvenues à un accord financier conclu en dehors du tribunal. Ni Joe Satriani, ni Coldplay ne se sont exprimés sur un éventuel accord pour l’instant. Le juge Dean Pregerson, qui instruisait l’affaire, précise dans son compte-rendu que les deux parties ont assumé leurs frais respectifs générés par le procès mais aucun commentaire n'a été donné sur un éventuel accord à l'amiable, hors procès.

## Titres
Tous les titres sont écrits par Joe Satriani.
1. Gnaahh – 3:33
2. Up in Flames – 4:33
3. Hands in the Air – 4:27
4. Lifestyle – 4:34
5. Is There Love in Space? – 4:50
6. If I Could Fly – 6:31
7. The Souls of Distortion – 4:58
8. Just Look Up – 4:50
9. I Like the Rain – 4:00
10. Searching – 10:07
11. Bamboo – 5:45

### Titres bonus
1. Tumble - 3:44
2. Dog with Crown & Earring - 4:43

## Musiciens
Selon le livret accompagnant l'album : 
- Joe Satriani : guitares, basse, claviers, harmonica et chant
- Matt Bissonette : basse
- Jeff Campitelli : batterie, percussions
- John Cuniberti : tambourin
- ZZ Satriani : basse sur Bamboo
- Mike Manning : effets Harley Davidson sur I Like the Rain